# Mircea Snegur

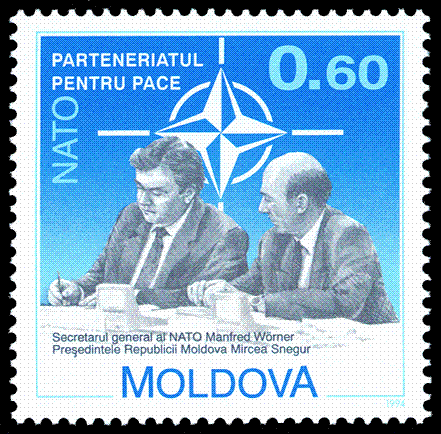
Mircea Snegur och Natos dåvarande generalsekreterare Manfred Wörner på ett moldaviskt frimärke.

Mircea Ion Snegur (moldavisk kyrilliska: Мирча Ион Снегур, ryska: Ми́рча Ива́нович Сне́гур, Mirtja Ivanovitj Snegur), född 17 januari 1940 i Trifănești i Sorocas län i dåvarande Rumänien (idag beläget i distriktet Floreşti i Moldavien), död 13 september 2023 i Chișinău, var en moldavisk politiker som var Moldaviens första president 1990–1997.
Han var far till Natalia Gherman som 2015 blev Moldaviens tillförordnade premiärminister.